# Nesticus delfini
Nesticus delfini är en spindelart som först beskrevs av Simon 1904.  Nesticus delfini ingår i släktet Nesticus och familjen grottspindlar. Inga underarter finns listade i Catalogue of Life.